# Wucheng Shuiku
Wucheng Shuiku är en reservoar i Kina. Den ligger i provinsen Jiangxi, i den sydöstra delen av landet, omkring 99 kilometer sydväst om provinshuvudstaden Nanchang. Wucheng Shuiku ligger 45 meter över havet. Arean är 4,2 kvadratkilometer. Trakten runt Wucheng Shuiku består till största delen av jordbruksmark. Den sträcker sig 3,8 kilometer i nord-sydlig riktning, och 3,8 kilometer i öst-västlig riktning.
Genomsnittlig årsnederbörd är 2 066 millimeter. Den regnigaste månaden är juni, med i genomsnitt 330 mm nederbörd, och den torraste är oktober, med 24 mm nederbörd.